# 馮布朗山
71°59′S 169°34′E / 71.983°S 169.567°E
馮布朗山（英語：Mount Von Braun），是南極洲的山峰，位於維多利亞地的博克格雷溫克海岸，屬於阿德默勒爾蒂山脈的一部分，海拔高度3,275米，美國地質調查局根據測量和美國海軍拍攝的空中照片繪入地圖，現時由南極條約體系管理。